# Barbula mollis
Barbula mollis là một loài rêu trong họ Pottiaceae. Loài này được Bruch & Schimp. ex Müll. Hal. mô tả khoa học đầu tiên năm 1849.